# Mito Abdalla
Vitor Araujo Abdalla, mais conhecido como Mito Abdalla (Volta Redonda, 23 de março de 1994), é um jogador profissional de Efootball, anteriormente conhecido como Pro Evolution Soccer (PES). No ano de 2019, foi Campeão das Américas de PES (PES League Regional Finals), no México, e terceiro lugar no Mundial de PES (PES League World Finals), em Londres. 
Ele também é apresentador e comentarista na FlaTV, canal oficial do Clube de Regatas do Flamengo. Além disso, possui um canal no Youtube com mais de 50.000 inscritos onde compartilha conteúdos sobre games.

## Biografia
Nasceu em Volta Redonda, Rio de Janeiro, onde morou até os 14 anos de idade. 
Sua paixão por esportes vem desde criança e, ainda em Volta Redonda, tentou a carreira de jogador de futebol, atuando como goleiro no time juvenil do Volta Redonda.
Aos 14 anos, se mudou para Rio das Ostras, Região dos Lagos, no Rio de Janeiro.
Por se espelhar em seu pai, se formou em Técnico de Segurança do Trabalho e chegou a trabalhar na área de Petróleo e Gás por alguns anos, na Petrobrás, porém precisou largar a carreira para fazer faculdade de Engenharia de Produção na UFF (Universidade Federal Fluminense).
Enquanto fazia faculdade, Mito Abdalla começou a se dedicar mais aos games para tirar uma renda extra e, em pouco tempo, virou a sua nova profissão.
Hoje, Mito Abdalla se dedica exclusivamente a sua carreira na área de comunicação com seu canal no Youtube, sua carreira de Pro-Player e apresentador e comentarista da FlaTV.

## Carreira

### 2017
Em 2017, no seu primeiro torneio a nível nacional, Abdalla foi campeão brasileiro na plataforma Xbox One, o que o colocou em evidência no cenário competitivo brasileiro.
Em seguida, se juntou ao seu amigo Fabrício Paes para fundar a equipe Tigers E-Sports. Com o início da equipe, eles conseguiram recursos através de patrocinadores e passaram a viajar por todo o Brasil para disputar os torneios nacionais mais importantes.

### 2018
Já em 2018, Abdalla conseguiu a primeira classificação para uma etapa mundial que foi disputada na Argentina (PES League World Tour).
Ele foi líder do Ranking Mundial nas plataformas Xbox One e PC (Steam) e foi o primeiro jogador da história a conseguir classificação para um campeonato nível mundial jogando na plataforma Xbox One.
Nessa competição, Abdalla ficou em 9º lugar e terminou a temporada 2018 ficando na 20º posição do Ranking Mundial.

### 2019
O ano de 2019 foi um ano de muitas conquistas na carreira de Mito Abdalla. Já no início da temporada, jogando ao lado dos amigos Fabrício Paes e Allan de Campos, e representando a equipe Tigers E-Sports, foram campeões da seletiva para a Copa das Américas de PES, que seria disputada no México. 
Já no México, eles foram campeões e se classificaram para o Campeonato Mundial em Londres.
“Na decisão, o time enfrentou os também brasileiros da "TopPES Brasil - A Squad". Em jogo único, os cariocas venceram por 3 a 2 na prorrogação. Eles vão disputar o primeiro mundial de sua trajetória.”
"TIGERS E-SPORTS would go on to be crowned champions after a 3-2 victory in what was a very tense final. They’ll be heading to the World Finals at the Emirates Stadium in June to represent Brazil!"
“Tras recibir el premio, el capitán Vitor Abdalla (@MitoAbdalla) no pudo evitar las lágrimas de emoción y se abrazó con sus compañeros y otros compatriotas que habían llegado hasta la Ciudad de México para competir en las regionales de PES 2019. 'Mito' dijo que hará todo lo posible para conseguir el título mundial con Tigers, un club de eSports con dos años de existencia y que en su primer regional consiguió el título.”
No Mundial, o trio de Abdalla teve uma das melhores campanhas da competição e ficou com a terceira colocação no campeonato.

### 2020
Na temporada de 2020, Abdalla foi campeão do Torneio Universitário de E-Sports (TUES) representando a "A2E UFF".
“O favorito levou a taça no Torneio Universitário de E-Sports (TUES) de Pro Evolution Soccer. Terceiro colocado do modo cooperativo na última PES League, o Mundial da modalidade, Vitor "MitoAbdalla", da atlética A2E da Universidade Federal Fluminense (UFF), saiu com o título.”
Além desse título, ele teve outras conquistas individuais, como: Copa Loja Americanas, Copa Santos FC e Copa Ponte Preta 120 anos.

#### Club Atlético Independiente
Nessa mesma temporada, foi contratado pelo Independiente da Argentina para disputar a "AFA Virtual League" no modo 3 contra 3, e se sagrou campeão ao vencer o River Plate na final.

#### INTZ
Na INTZ, ele foi contratado para um novo desafio com o cargo de Coach de FIFA durante a KOEL, experiência totalmente nova em sua carreira. Porém, acabou rápido devido a proposta do Flamengo e sua prioridade em se manter como jogador profissional.  
“Além dos jogadores Ramon "bitfrank16" (Xbox One) e Bruno "ChocoozLima_12", chega para completar a equipe dos Intrépidos o técnico Vitor "MITO ABDALLA". Ele foi campeão do TUES (Torneio Universitário de E-Sports) pela INTZ A2E, time universitário da organização.”

## Clube de Regatas do Flamengo

### FlaEsports - Pro Player
Em setembro de 2020, Abdalla assinou um contrato com o FlaEsports, divisão de esportes eletrônicos do Clube de Regatas do Flamengo, para atuar como Pro-Player de futebol virtual e representar o clube em campeonatos e competições.
“O Flamengo anunciou na noite desta segunda-feira a line-up para a disputa do competitivo do PES 2021. Com Alan Leal, Vitor "Mito Abdalla" e Leonardo "Jambock", o Rubro-negro entra oficialmente para a disputa do modo 3x3 do Pro Evolution Soccer.”

Com seu trio, formado por ele, Alan Leal e Leonardo Jambork, competiram pelo E-Gol, campeonato de eFootball PES 2021 no Brasil, licenciado pela Konami e, juntos, chegaram até a 5ª colocação.
Nesse campeonato, Abdalla ficou no TOP 10 dos maiores goleadores do campeonato, marcando 7 gols.

### Sextou FlaEsports
Em janeiro de 2020, Abdalla se tornou um dos apresentadores do Sextou FlaESports, podcast ao vivo do Flamengo Esports que passava todas as sextas-feiras na TwitchTV.
O programa abordava e trazia informações sobre todas as equipes de esportes eletrônicos do Flamengo, além de acompanhar todo o 1º Split do (CBLOL) Campeonato Brasileiro de League of Legends.
Sua participação durou toda a primeira temporada do programa porém, na segunda temporada, Abdalla precisou sair para participar de um programa específico de Efootball PES no canal oficial do Flamengo, a FlaTV.

### FlaTV
Em abril de 2020, Abdalla fez sua primeira aparição na FlaTV com um programa voltado exclusivamente para o Efootball PES onde acontecem desafios e partidas contra sócios torcedores do clube, além de trazer muitas dicas para os fãs do game. O programa “Desafio do PES” dura até os dias de hoje.

## Youtube
Em 2017, criou seu canal no Youtube com o intuito de passar dicas, táticas e tutoriais sobre o, até então, PES 2017.
Porém, somente com a chegada da pandemia da COVID-19 que Abdalla passou a dedicar mais tempo ao seu canal, trazendo conteúdos mais recorrentes e investindo em transmissões ao vivo jogando online.
Com sua natural habilidade de se comunicar bem junto com os conhecimentos técnicos de design gráfico e edição de vídeos de sua irmã, Vitória Abdalla, fechou uma parceria que fez com que seu canal decolasse e atingisse grandes marcas em pouco menos de um ano, se tornando um dos canais referências de PES no Youtube.
Seu canal no Youtube fez sucesso com suas dicas e tutoriais do jogo, além de vlogs mostrando os bastidores dos maiores campeonatos do cenário e transmissões ao vivo cheias de momentos de muita descontração e dicas para aqueles que desejam se desenvolver ainda mais no jogo.
Em julho de 2020, “ocupou, por algumas horas, a segunda posição mundial em lives de futebol virtual, considerando todas as plataformas de transmissão. Foram 2.845 espectadores ao mesmo tempo.”

### Cartola FC
Em 2020, deu início a criação de conteúdo em seu canal do Youtube com dicas de Cartola FC, fantasy game da Globo.
Além dos vídeos com dicas importantes para as rodadas, começou a fazer a famosa live de fechamento de mercado, onde monta seu time dando dicas e trazendo notícias em tempo real uma hora antes de fechar o mercado do Cartola FC.

### Looking for a Streamer
Em 2021, Abdalla participou do "Looking for a Streamer", reality show de eFootball PES 2021 realizado em parceria da Globo com a Konami.
Na fase de batalhas onde o público deveria escolher os players para entrarem definitivamente no reality show, Abdalla foi o vencedor da 5ª batalha, com 74,53% dos votos, maior porcentagem de todas as batalhas.
Nas etapas seguintes onde ocorreram os mata-matas, com decisão dos jurados, Abdalla foi passando pelas etapas até chegar na final.
Na final do reality show, acabou ficando com a segunda colocação, pela decisão dos jurados. 
Dos quase 100.000 votos realizados na final do programa, Mito Abdalla ficou com 82,16%, o equivalente a cerca de 82.000 votos e teve, novamente, a maior porcentagem em votação popular de todo o programa.

## Títulos
| Título                                                       | Plataforma    | Ano  |
| ------------------------------------------------------------ | ------------- | ---- |
| Campeão Nacional PES                                         | Xbox One      | 2017 |
| Líder do Ranking Global                                      | Xbox One e PC | 2018 |
| 9º Lugar na Etapa Mundial disputada na Argentina             | PS4           | 2018 |
| 20º Ranking Mundial                                          | Todas         | 2018 |
| 4º Melhor Brasileiro Colocado                                | Todas         | 2018 |
| 3º Lugar e-Copa Zico                                         | PS4           | 2018 |
| Vice-Campeão Copa Nordeste                                   | PS4           | 2019 |
| Vice-Campeão Copa Jaú                                        | PS4           | 2019 |
| Finalista Nacional no Torneio Classificatório para o Mundial | PS4           | 2019 |
| Campeão das Américas no México (modo cooperativo)            | PS4           | 2019 |
| 3º Lugar no Mundial de PES em Londres (modo cooperativo)     | PS4           | 2019 |
| Campeão do TUES (Torneio Universitário de ESports)           | PS4           | 2019 |
| Campeão do Campeonato Lojas Americanas;                      | Xbox One      | 2020 |
| Campeão da Seletiva do Atlético - MG para o E-Brasileirão    | PS4           | 2020 |
| Finalista do E-Brasileirão                                   | PS4           | 2020 |
| Campeão da Copa Santos FC                                    | Xbox One      | 2020 |
| Campeão da Copa Ponte Preta 120 anos                         | PS4           | 2020 |
| Campeão do Rei do Coop das Américas (cooperativo)            | PS4           | 2020 |
| Finalista no Reality Show Looking for a Stramer              | -             | 2021 |